# Maureen Cox
Mary Cox, più nota come Maureen Cox, e soprannominata da tutti "Mo" (Liverpool, 4 agosto 1946 – Seattle, 30 dicembre 1994), è stata una modella britannica, prima moglie del batterista dei Beatles Ringo Starr.

## Biografia
Unica figlia di Joseph Cox e Florence Barnett, Mary lascia la scuola a 16 anni e cambia il suo nome in Maureen, iniziando a lavorare come parrucchiera a Liverpool. Assidua frequentatrice del Cavern Club, al tempo in cui suonavano i Beatles, si innamora di Ringo Starr e dopo poco tempo i due cominciano ad uscire insieme. Nel settembre del 1963 ottiene dai genitori il permesso di andare in vacanza in Grecia con Ringo, Paul McCartney e la fidanzata di quest'ultimo, l'attrice Jane Asher.
L'11 febbraio del 1965, all'età di 18 anni, sposa Ringo ed il 13 settembre dello stesso anno dà alla luce il loro primo figlio, Zak Starkey (che sarà membro degli Oasis e The Who). Il 19 agosto del 1967 nasce il loro secondo figlio, Jason. L'11 novembre del 1970 nasce la loro terza ed ultima figlia, Lee. Nel frattempo intraprende la carriera di modella per la Apple Records, ed appare nel poster della casa discografica assieme a Cynthia Powell (prima moglie di John Lennon), Pattie Boyd (prima moglie di George Harrison), ed alla sorella di lei, Jenny. Durante questi anni Maureen fu una parte importante della vita di Ringo. Maureen era presente al concerto sul tetto degli studi di Saville Row dei Beatles, tanto che è udibile la voce di Paul McCartney, che dopo l'esecuzione di Get Back le dice: «Thanks Mo» ("Grazie Mo") in risposta a un suo grido di entusiasmo. Cantò in The Continuing Story of Bungalow Bill ai cori e stette molto vicino a Yoko Ono, moglie di John Lennon. Successivamente, il matrimonio inizia a farsi difficile. Pattie Boyd, nella sua biografia Wonderful Tonight, rivela che negli anni 1973-1974 anche George Harrison ha avuto una relazione con Maureen Cox .
Nel 1975 la coppia divorzia, perché Ringo era affetto da problemi di alcolismo ed aveva una relazione con la modella Nancy Lee Andrews. In seguito al divorzio, Mo tentò il suicidio in moto, ma nonostante le gravi lesioni, riuscì a salvarsi, dovendo ricostruire però gran parte del volto, sfigurato. In seguito a un periodo difficile, riprende i contatti con Ringo, e nel 1978 i due tornano ad uscire insieme da amici, insieme ai loro figli. Negli anni ottanta si fidanza con Isaac Tigrett, uno dei fondatori dell'Hard Rock Cafe dal quale il 4 gennaio del 1987 ha la figlia Augusta King. I due si sposano il 27 maggio del 1989.
Negli anni novanta le viene diagnosticata una forma di leucemia; le è inutile un trapianto del midollo osseo da parte del figlio Zak, perché il 30 dicembre del 1994 Maureen muore all'età di 48 anni, con accanto Ringo, Isaac, ed i suoi quattro figli. Dopo la sua morte, Paul McCartney le ha dedicato la canzone Little Willow, presente nell'album Flaming Pie del 1997.